# 꽃벼룩

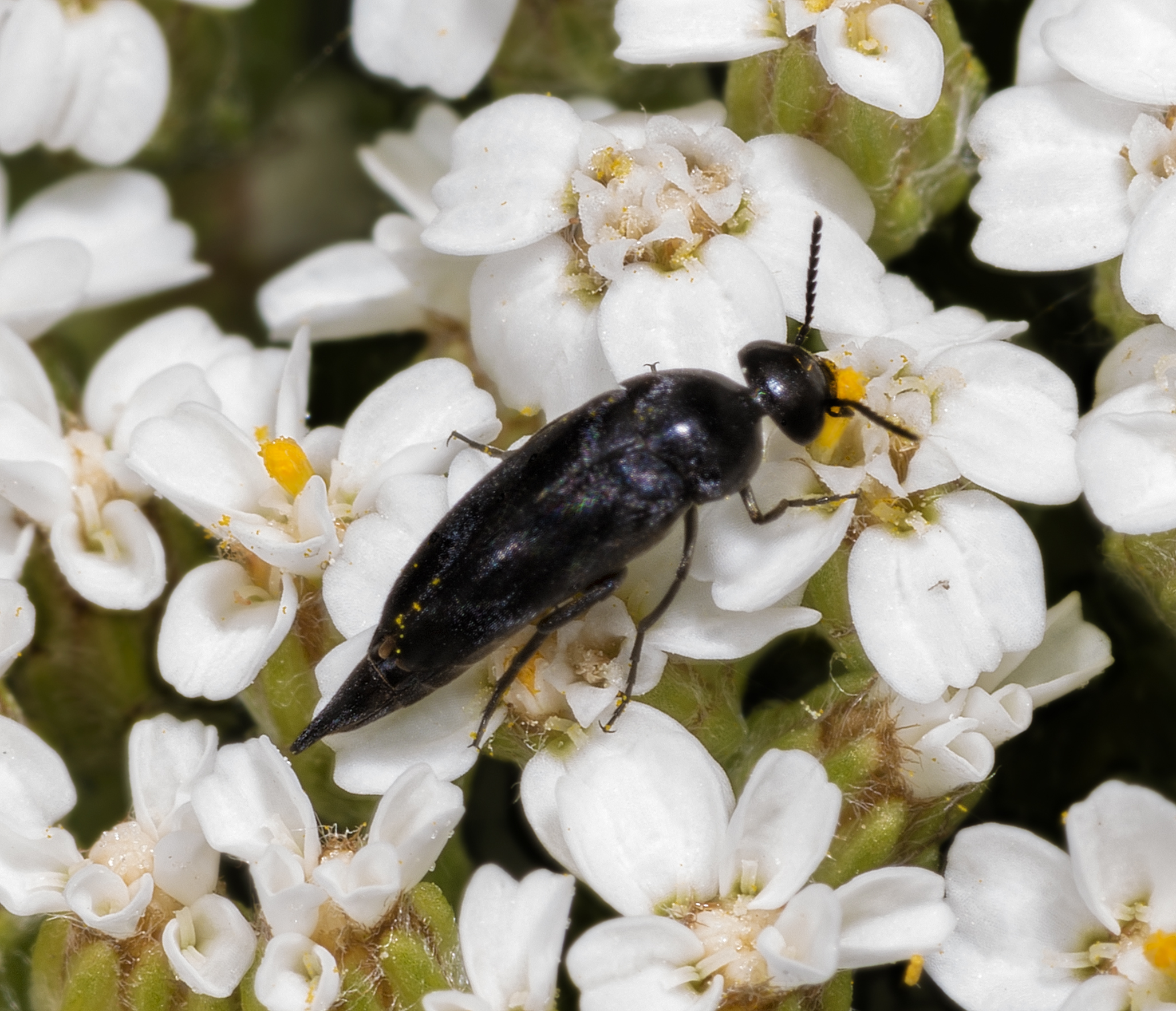
꽃벼룩

꽃벼룩(Mordella aculeata)은 거저리상과의 일부인 꽃벼룩과의 꽃벼룩속에 속하는 딱정벌레의 한 종이다. 화조(花蚤)라고도 한다. 1758년 발견되었다.

## 아종
- Mordella aculeata aculeata Linnaeus, 1758
- Mordella aculeata multilineata Champion, 1927
- Mordella aculeata nigripalpis Shchegolvera-Barovskaya, 1931